# Curtiss Oriole
Il Curtiss Oriole o Model 17, era un biplano monomotore a tre posti per uso generale realizzato alla fine del primo decennio del XX secolo dall'azienda aeronautica statunitense Curtiss Aeroplane and Motor Company.

## Storia del progetto
La nascita dell'aeromobile risale alla fine della prima guerra mondiale, quando la Curtiss decise di progettare un biplano per il mercato civile. Il progetto prevedeva una fusoliera formata da una struttura in monoscocca in legno laminato, come i velivoli militari Albatros e Pfalz.
I primi aerei prodotti montavano il motore Curtiss OX-5 V8 raffreddato a liquido, da 90 CV ed in seguito vennero migliorate le prestazioni grazie al nuovo motore Curtiss K-6 o C-6, da 150 CV. Nel 1921, con il mercato saturo di aerei basati su quelli della prima guerra mondiale, la Curtiss decise di eliminare la produzione dell'Oriole .